# Calobata vidua
Calobata vidua är en tvåvingeart som först beskrevs av Christian Rudolph Wilhelm Wiedemann 1830.  Calobata vidua ingår i släktet Calobata och familjen skridflugor. Inga underarter finns listade i Catalogue of Life.